# Tokoin
Tokoin est un ancien quartier de Lomé, la capitale du Togo. Il se situe au nord du centre-ville et on y trouve l'aéroport international Gnassingbé-Eyadema de Lomé-Tokoin, le camp militaire, ainsi que le CHU de Lomé, principal hôpital de la ville.
Outre la zone de l'aéroport, Tokoin est désormais subdivisé en plusieurs quartiers.
Ce sont notamment Wuiti, Tamé, Forever et Noukafou dans le 2e arrondissement de Lomé et les quartiers Solidarité, Ouest, Hôpital, Gbadago, Lycée et Élavagnon dans le 5e arrondissement.